# Dicranum tectorum
Dicranum tectorum là một loài rêu trong họ Dicranaceae. Loài này được Warnst. & H. Klinggr. mô tả khoa học đầu tiên năm 1893.